# Qin Shihuangdi
Qin Shi Huang Di (chinesisch 秦始皇帝, Pinyin Qín Shǐhuángdì – „Erster erhabener Gottkaiser von Qin“ Ausspracheⓘ, eigentlich Ying Zheng (chinesisch 嬴政, Pinyin Yíng Zhèng); * 259 v. Chr. in Handan; † 10. September 210 v. Chr. in Shaqiu) war der Gründer des chinesischen Kaiserreiches (Einigung: 221 v. Chr.) und der chinesischen Qin-Dynastie (221–207 v. Chr.).
Ying Zheng wurde in die Zeit der Streitenden Reiche hineingeboren, als sieben Staaten um die Vorherrschaft in China kämpften. Sein Heimatland Qin war nicht nur eines der wohlhabendsten, sondern bereits seit 288 v. Chr. auch das größte der chinesischen Reiche. Außerdem besaß es bereits eine Generation vor Yíng die effizienteste innerstaatliche Organisation. Das Qin-Reich war maßgeblich von den Überlegungen des Legalismus geprägt, welcher das Kollektiv über den Einzelnen stellt sowie Belohnung und Bestrafung als Schlüssel zur Wahrung der Macht ansieht. Nach dem frühen Tod seines Vaters bestieg Ying Zheng bereits im Alter von 13 Jahren den Königsthron. Ab 230 v. Chr. unterwarf er in mehreren Feldzügen alle verfeindeten Staaten und führte somit die Vereinigung Chinas herbei, zu dessen erstem Kaiser er sich unter dem Namen Qin Shihuangdi ernannte. Zusammen mit seinem Kanzler Li Si, der den Legalismus vorbehaltlos befürwortete, baute er einen Beamtenstaat auf, der ihm eine vollständige Kontrolle des Reiches ermöglichte. Die zahlreichen von ihm eingeführten Reformen und Normenregulierungen waren mit Zwangsarbeit und rücksichtsloser Gewaltherrschaft verbunden, die Millionen seiner Untertanen das Leben kosteten. Aus diesem Grunde ist sein Ansehen in der modernen Volksrepublik China nach wie vor äußerst umstritten.
Qin Shihuangdi ist heute auf Grund zahlreicher Verwendungen in Spielfilmen, Romanen, Theaterstücken und ähnlichen einer der in den westlichen Kulturkreisen bekanntesten fernöstlichen Herrscher. Mit dazu beigetragen hat aber auch die Entdeckung der seinem Mausoleum vorgelagerten Terrakottaarmee.

## Namenserläuterung
Vom ersten Kaiser wurden drei verschiedene Familiennamen überliefert: Qin, der traditionelle Clanname des Königshauses; Zhao, eventuell eine Art Spitzname, da er im Staate Zhao geboren wurde; und Yíng, welcher der bei weitem geläufigste Name ist. Da seine Geburt in den Monat „zhēng“ fiel, den ersten Monat des chinesischen Kalenders, gab man ihm den Rufnamen Zhèng.

„Shǐ Huángdì“ (Kleine Siegelschrift aus dem Jahre 220 v. Chr.)

Nach der Eroberung der sechs anderen Reiche und seiner Vereinigung Chinas wählte er einen neuen Namen, um sich von seinen Vorgängern und Widersachern abzuheben. Der Name Qin Shi Huangdi bedeutet erster himmlischer Kaiser von Qin und setzt sich aus folgenden Bestandteilen zusammen:
- Qín (秦) lautete der Name seines Reiches sowie der von ihm begründeten Herrscherdynastie. Ursprünglich war das Wort die Bezeichnung einer Reissorte und wurde später auch für das Tal verwendet, in dem diese wuchs. In diesem Tal lagen die Wurzeln des Staates Qin.
- Shǐ (始) steht in der Übersetzung für beginnend, erster oder anfangend.
- Huángdì ist eine Kombination zweier Worte: Huáng (皇, wörtlich strahlend, erhaben) ist Bestandteil der Namen der legendären Drei Souveräne, die in Sima Qians Schrift Shiji erwähnt werden. Dì (帝, wörtlich Kochab, später mit der Bedeutung übernatürliches Wesen, Gott) findet sich in der Bezeichnung der so genannten Fünf Kaiser (wǔ dì), die mythologisch nach den Drei Souveränen regierten. Der Name Huáng Dì bedeutete ursprünglich so viel wie strahlender Polarstern und bezog sich auf den Stern Kochab, der damals (221 v. Chr.) die Stelle des Polarsterns einnahm, aber aufgrund der Präzessionsbewegung der Erde diese Position wieder verlassen hat. Der heutige Polarstern ist ein anderer Stern. Der Bezug zum Gottkaisertum ist folgender: „So wie sich der gesamte Nachthimmel um den Polarstern (Kochab) dreht, so dreht sich ganz Qin (China) um den Himmlischen Kaiser.“ Damit erhielt die Bezeichnung Huángdì die übertragene Bedeutung erhabener Gott oder eben im Fall der Herrschertitulatur himmlischer Kaiser.

In der chinesischen Mythologie stehen die drei Souveräne und Fünf Kaiser als perfekte Herrscher, die große Macht und ein langes Leben hatten. Huáng bedeutet darüber hinaus zudem Glanz beziehungsweise Erhabenheit und dì bezieht sich auf den obersten Gott im Himmel, der die Welt erschaffen hat. Qin Shihuangdi, der nahezu die gesamte damals in China bekannte Welt geeint hatte, erschien die Kombination dieser Worte angemessen, betitelten sie ihn doch als „Ersten erhabenen Gottkaiser von Qin“ oder „Ersten göttergleich erhabenen Kaiser von Qin“. Vornehmlich war ihm jedoch wichtig, als Erster Kaiser in die Annalen einzugehen. Er verfügte, dass sich seine Nachfolger als „Erhabener Gottkaiser Zweiter Generation“ (二世皇帝, Èrshì Huángdì), „Erhabener Gottkaiser Dritter Generation“ (三世皇帝, Sānshì Huángdì) und so fort bezeichnen sollten und ging davon aus, dass seine Dynastie 10.000 Generationen überdauern würde. Die Umschreibung für 10.000 Jahre ist wànsuì und bedeutungsgleich mit unendlich, woraus hervorgeht, dass er sich ein niemals endendes Imperium wünschte.
Gleichzeitig schaffte der erste Kaiser postume Titel ab, da diese seiner Ansicht der Kindlichen Pietät widersprachen. Das erste Kaiserreich trug den offiziellen Namen Staat von Qin, da dieser sich über die anderen Reiche ausgedehnt hatte. Aus diesem Grunde bezeichneten Zeitgenossen Qin Shihuangdi lediglich als den Ersten Kaiser, da der Zusatz „Qin“ überflüssig war. Als um 202 v. Chr. das gesamte Reich unter der Kontrolle der Han-Dynastie stand, erhielt es die Benennung Staat von Han. Daher bedurfte es in der Umgangssprache einer Ergänzung des Namens des ersten Kaisers um das Wort Qín, da andernfalls impliziert worden wäre, dass es sich um den ersten Kaiser der Han-Dynastie gehandelt habe. Der Zusatz Qín bezog sich nun allerdings nicht mehr auf den Staat, sondern auf die kurzlebige Dynastie.
Im Shiji, das lange Zeit eine der wenigen Quellen über den Kaiser darstellte, wird dieser Qín Shǐhuáng genannt. In China ist diese Bezeichnung bis heute die am weitesten verbreitete, während Europäer und Amerikaner mehrheitlich von Qin Shihuangdi sprechen.

## Leben

### Kindheit
Ying Zheng wurde im Jahre 259 v. Chr. in Handan, der Hauptstadt des Staates Zhao, geboren. Sein Vater Zichu war der jüngste Sohn von Zhaoxiang, dem König von Qin, und hielt sich zu der Zeit als Geisel in Handan auf. Es war zeitgenössischer politischer Brauch, nach einem Bündnis zweier Staaten zur Friedenssicherung Töchter als Ehefrauen und Söhne als Geiseln auszutauschen. Ying Zhengs Mutter war eine Konkubine, die ursprünglich dem vermögenden Kaufmann Lü Buwei diente. Dieser hatte sie jedoch an Zichu übergeben, unmittelbar nachdem er an den Hof gekommen war.
Nach wenigen Monaten kehrten Zichu, die Konkubine, Lü Buwei sowie Ying Zheng nach Qin zurück. Dort gelang es Lü Buwei mit Hilfe geschickter Intrigen und Diplomatie, die Erbfolge dahingehend abzuändern, dass der noch amtierende König Zhaoxiang den ehemals verstoßenen Zichu zu seinem Nachfolger ernannte. Zhaoxiang starb 250 v. Chr. nach 56 Jahren Herrschaft. Sein Nachfolger wurde, trotz geänderter Thronfolge, zunächst Xiaowen, der jedoch bereits drei Tage nach seiner Krönung verstarb. Ihm folgte Zichu (später als Zhuangxiang bekannt) nach, der Lü Buwei zu seinem Kanzler ernannte. Die Herrschaft Zhuangxiangs währte lediglich drei Jahre, da er 247 v. Chr. verstarb. Legitimer Erbe und Nachfolger war nun Ying Zheng, der die Volljährigkeit allerdings noch nicht erreicht hatte und somit unmündig war. Stellvertretend für Zheng führte Lü Buwei für mehr als neun Jahre die unumschränkte Regierung. 238 v. Chr. übernahm Ying Zheng schließlich offiziell die Staatsgeschäfte, während Lü Buwei sein Kanzler blieb.

### König von Qin
Noch im selben Jahr gelang es Ying Zheng und seinem Hofstaat in Xianyang, der Hauptstadt Qins, eine sich anbahnende Verschwörung unter Führung des Adeligen Lao Ai abzuwenden. Lao Ai war der geheime Lebenspartner der Königinmutter und hatte mit ihr verbotenerweise zwei Söhne gezeugt. Er plante, den älteren auf den Thron zu setzen, wusste aber, dass dieses Vorhaben bald an die Öffentlichkeit gelangen würde. Deshalb stahl er einige königliche Siegel, die es ihm erlaubten, die Truppen bestimmter Bezirke zu mobilisieren. Mit dieser Privatarmee stürmte er in einem Überraschungsangriff den Palast, wurde aber von den dortigen königstreuen Soldaten aufgehalten. In der Folge ließ der König Lao Ai vierteilen und zwanzig weitere Personen, darunter die gesamte Familie des Hochverräters, hinrichten. Seine zwei Halbbrüder wurden ermordet und die Königinmutter unter Hausarrest gestellt. Im Jahr darauf wurde Lü Buwei als angeblicher Mitwisser der Verschwörung entlassen und später ins Exil geschickt. Auf dem Weg zum Verbannungsort soll sich der ehemalige Kanzler mit Gift das Leben genommen haben.

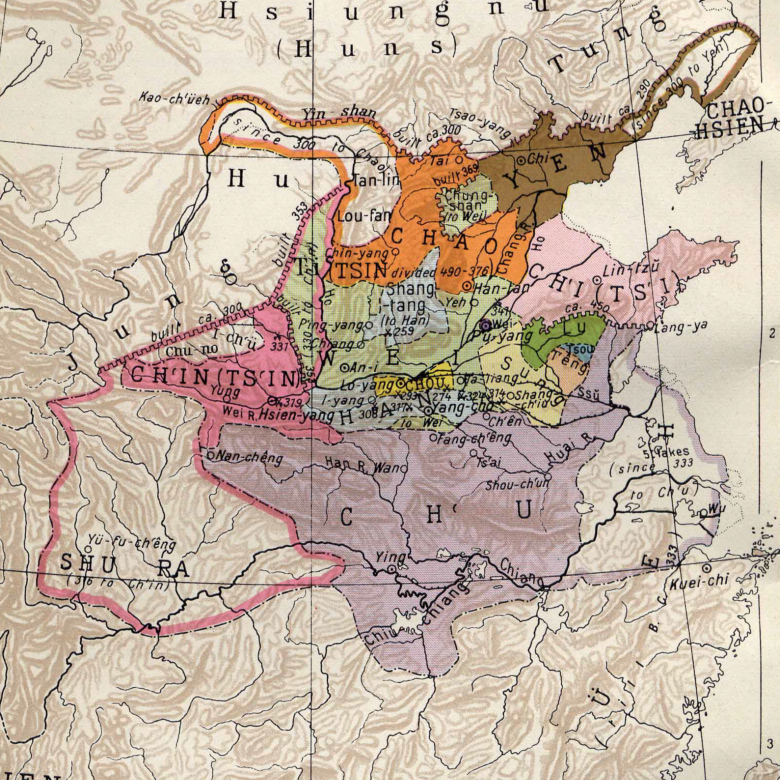
Die streitenden Reiche um 350 v. Chr.

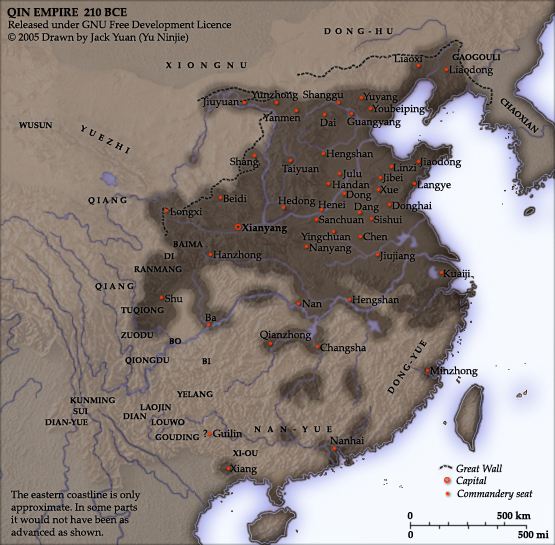
Das Reich Qin um 210 v. Chr.

Unmittelbar nach der vereitelten Verschwörung startete der König von Qin einen Feldzug in das östliche Nachbarreich Han, welches im Jahre 230 v. Chr. unterworfen wurde. Angeblich befehligte Zhèng eine Armee von bis zu 600.000 Soldaten, was für damalige chinesische Verhältnisse ungewöhnlich viel war und die Armeestärken der anderen Reiche bei Weitem überstieg. Die Anzahl der Soldaten war allerdings nicht der einzige Grund für den militärischen Erfolg Ying Zhengs. In hohem Maße verantwortlich hierfür war auch die von seinen Vorgängern etablierte militärische Ordnung und Organisation, die unter ihm neue Maßstäbe setzte. Aus der Ausrichtung der Tonsoldaten der Terrakottaarmee lässt sich heute die damalige Schlachtordnung rekonstruieren. Angeführt wurde die Armee von Qin demnach von drei Reihen Armbrustschützen. Ihnen folgten von je drei Pferden gezogene Streitwagen, von denen aus die adeligen Kommandeure ihre Befehle gaben. Hinter den Wagen marschierte in Viererreihen die Infanterie, die den bei Weitem größten Teil des Heeres stellte. Sie bestand vorwiegend aus zwangsrekrutierten Bauern ohne besondere Kampfausbildung. Die wichtigste Waffe war die Armbrust, deren Pfeile mit Bronzespitzen noch in 300 Meter Entfernung Ziele trafen. Zur weiteren Bewaffnung zählten Lanzen, Hellebarden sowie Bronzeschwerter. Die Waffen und Lederpanzer der Soldaten waren darüber hinaus mit einem Lack überzogen, um sie wasserdicht zu halten. Die Rüstungen und Helme bestanden aus Kalksteinplättchen und wogen 18 Kilogramm. Für ihre Herstellung benötigte ein Steinschneider schätzungsweise 14 bis 18 Tage. Hinweise auf die einzelnen Werkstätten waren in die Mehrzahl der Waffen eingestanzt nach dem Muster:
17. Jahr (der Königsherrschaft), Staatliche Werkstätten, Vorarbeiter Yu, Arbeiter Diao, Serie zi, Nummer 59
Diese Kennzeichnung ermöglichte es den Inspekteuren der Armee, die auch die Qualität der Waffen prüften, die Produzenten von Ausschussware zu verfolgen, zumal Schwerter, Lanzen oder ähnliches oftmals in Serie produziert wurden.
In den Reihen der Armee galt darüber hinaus das Prinzip der Fünfergruppe. In diesem war jeder Soldat nicht nur für sich, sondern auch für vier Kameraden verantwortlich. Im Falle der Flucht eines Mitgliedes einer Gruppe wurden die vier anderen zur Strafe hingerichtet. Diese Drohung stärkte den Zusammenhalt und die Tapferkeit der Soldaten. Ying Zheng setzte darüber hinaus die bis dato geltende feudale Ordnung mit ihren Regeln von Ehre und Gnade außer Kraft. Dies zeigte sich unter anderem daran, dass er 228 v. Chr. während des Feldzuges gegen das nördlich von Qin gelegene Zhao, das Land, in dem er geboren worden war, 10.000 gefangene Feinde töten ließ. Die Offiziere der Armee Qins erlangten einen gesellschaftlichen Aufstieg nur durch den Erfolg auf dem Schlachtfeld und nicht, wie zuvor, auf Grund ihres familiären Standes. Es gelang Ying Zheng, Zhao zu erobern. Die verbliebenen Staaten, die die von Qin ausgehende Gefahr nun erkannten, knüpften Beistandspakte, um sich militärisch abzusichern.
Im Jahre 227 v. Chr. entsandte der König des Staates Yan den Attentäter Jing Ke an den Palast Ying Zhengs, um diesen zu ermorden und die Hegemonialbestrebungen Qins zu beenden. Jing Ke führte eine Landkarte der Eroberungen Ying Zhengs sowie den abgeschlagenen Kopf eines in Qin in Ungnade gefallenen Generals als Zeichen der Freundschaft mit sich. In die Karte eingewickelt war ein Messer als Tatwaffe. Es ist nicht vollständig geklärt, ob er es nach dem König geworfen hat oder ob es zu einem Zweikampf kam. Letztendlich schlug das Attentat jedoch fehl, und Jing Ke wurde von Ying Zheng, dem einzigen, der am Hofe eine Waffe tragen durfte, mit dem Zeremonialschwert hingerichtet.
Die Regionen der Streitenden Reiche waren zur Zeit der militärischen Auseinandersetzungen für Produktion und Einsatz eiserner Waffenbestandteile bekannt. Der Staat Qin war allgemein in der Waffen-Technologie aber eher rückständig, konnte letztlich aber trotzdem alle Kontrahenten annektieren. Bei den Ausgrabungen der Terrakottaarmee seines Mausoleums kamen beispielsweise sehr wenig eiserne, aber viele bronzene Waffen zum Vorschein und dies, obwohl die Tonkrieger alle einst aufwendigst mit echten Waffen ausgerüstet wurden.
Innerhalb von nur neun Jahren unterwarfen Qins Armeen in großen Eroberungszügen unter König Zhèng alle sechs konkurrierenden Staaten: Das östlich gelegene Wei fiel 225 v. Chr., Chu im Südosten, das nach Qin größte der sieben Reiche, zwei Jahre darauf und das sich am Gelben Meer ausdehnende Yan 222 v. Chr. Wenig später nahm Zhèng mit Qi in der heutigen Provinz Shandong auch das letzte noch eigenständige Reich ein. Damit war im Jahre 221 v. Chr. die jahrhundertealte Utopie Wirklichkeit geworden: „Alles unter dem Himmel“ (chinesisch 天下, Pinyin Tianxia) war unter einem Herrscher vereint.

### Erster Kaiser von China
König Ying Zheng von Qin ließ sich nach seinem Sieg über alle Feinde nun Qin Shihuangdi, „Erster erhabener Gottkaiser von Qin“, nennen und begründete damit das chinesische Kaiserreich. Als eine der ersten Maßnahmen verfügte er, dass außer den Soldaten niemand im Land Waffen tragen dürfe, und er ordnete an, alle Bronzewaffen der besiegten Armeen nach Xianyang bringen zu lassen. Dort wurden sie eingeschmolzen und daraus neben mehreren Glocken zwölf 30 Tonnen schwere Kolossalstatuen gefertigt, die man in der Hauptstadt aufstellte. Die chinesische Reichskarte Yuditu wurde eingeführt.
Qin Shihuangdis Herrschaft war äußerst widersprüchlich. Auf der einen Seite einte er das Land und führte zahlreiche Reformen ein, auf der anderen Seite war er ein rücksichtsloser und totalitärer Gewaltherrscher, der seine Ziele mit bis dahin ungekannter Härte verfolgte, dem der einzelne Bürger nichts galt und der zehntausende seiner Untertanen in die Zwangsarbeit schickte.

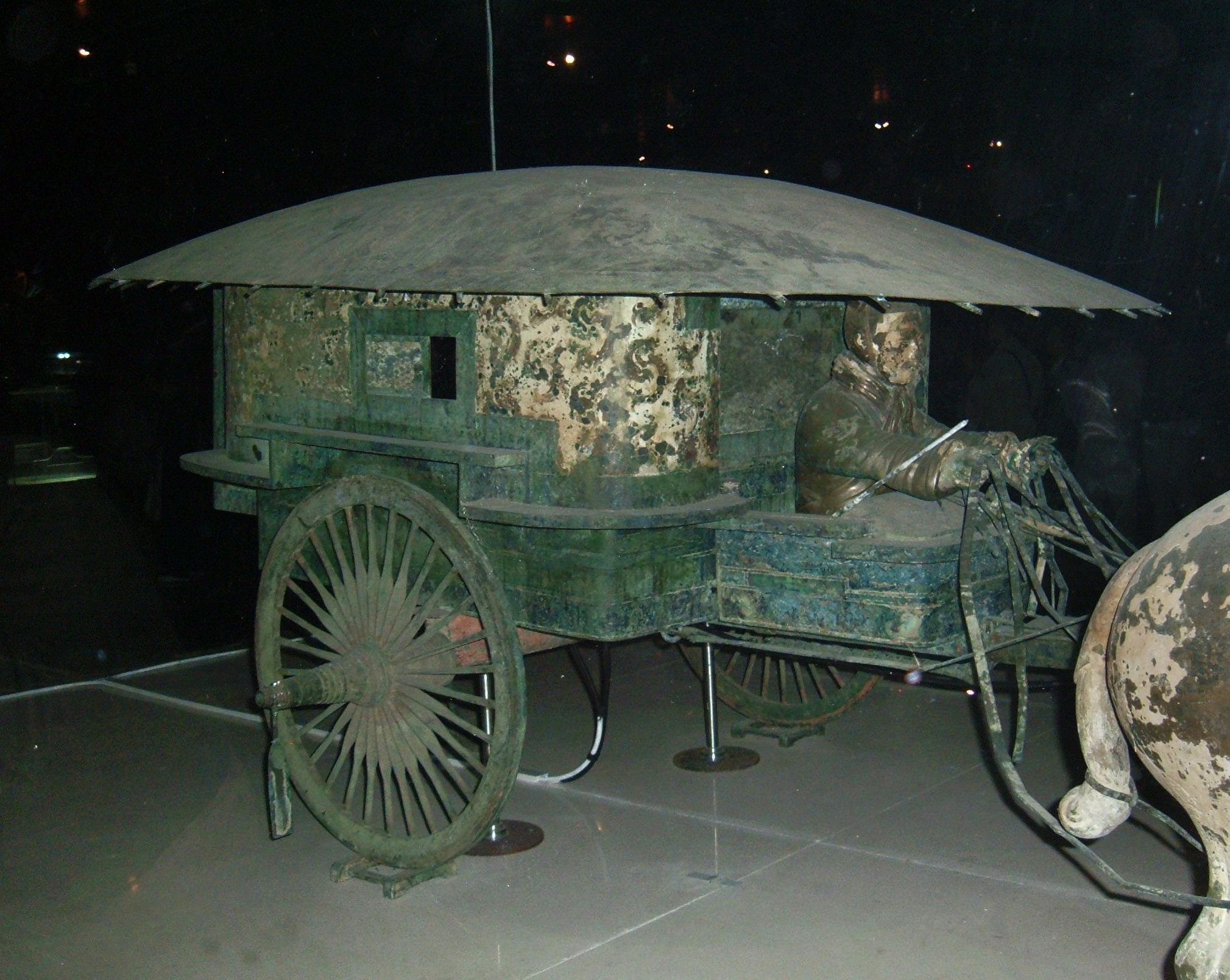
Kaiserlicher Reisewagen der Qin-Zeit

Zwischen 220 v. Chr. und 210 v. Chr. unternahm Qin Shihuangdi fünf mehrmonatige Inspektionsreisen in alle Teile seines Reiches, um sich von der Umsetzung seiner Politik zu überzeugen, und legte dabei mehr als 9.000 Kilometer zurück. Der Reisezug bestand jeweils aus dutzenden Sänften, mehreren hundert Soldaten und ebenso vielen Bediensteten. Der Kaiser selbst verließ seine Sänfte kaum und sprach nur durch ein Tuch, das vor ein kleines Fenster gehängt wurde, nach außen. Um potenzielle Feinde zu irritieren, zogen in der Regel zeitgleich mehrere gleiche Reisezüge durch das Land. Oftmals wussten nicht einmal die Soldaten, ob sie tatsächlich den Kaiser bewachten. Zu den häufigen Zielen dieser Reisen zählte die Pazifikküste, die den aus dem von Gebirgen umschlossenen Qin stammenden Kaiser faszinierte und die er 219 v. Chr. erstmals in seinem Leben erreichte.
Während seiner elf Jahre währenden Herrschaft als Kaiser entging Qin Shihuangdi mindestens zwei Attentaten. Das erste scheiterte im Jahre 218 v. Chr., als sein Reisezug auf einer Inspektionsreise von „Banditen“ überfallen wurde. Diese griffen allerdings irrtümlich eine falsche Sänfte an und konnten wenig später von den Soldaten überwältigt werden. Zwei Jahre später unternahm er eines Nachts – gekleidet wie ein Bürger und nur in Begleitung von vier Leibwächtern – einen Spaziergang durch seine Hauptstadt. Vermutlich wollte er die Stimmung der Bevölkerung und das Wirken der Beamten inkognito überprüfen. Auf diesem Rundgang erfolgte ein weiterer Überfall durch „Banditen“, die jedoch im letzten Moment von den Leibwächtern niedergeschlagen werden konnten. Die anschließende zwanzigtägige Fahndung legt den Verdacht nahe, dass es sich hierbei wiederum um eine Verschwörung handelte. Auch vom ersten Attentat wird heute gemeinhin angenommen, dass es sich keineswegs um einen spontanen Überfall, sondern vielmehr um ein Mordkomplott gehandelt hat.

#### Reformen und Normenregulierung
Qin Shihuangdi und seinen Ratgebern – in erster Linie dem Lü Buwei nachfolgenden Kanzler Li Si – verdankte das Reich zahlreiche Reformen. Viele von ihnen spiegelten die umfassende Ordnung seiner Herrschaft wider sowie gleichzeitig seinen Wunsch, die vollständige politische, wirtschaftliche und gesellschaftliche Kontrolle über das Land aufrechtzuerhalten.

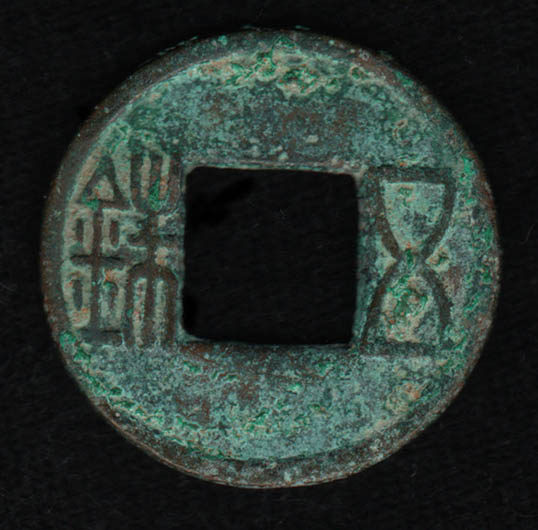
Quadratisch gelochte Bronzemünze aus der Han-Dynastie (1. Jh. v. Chr.)

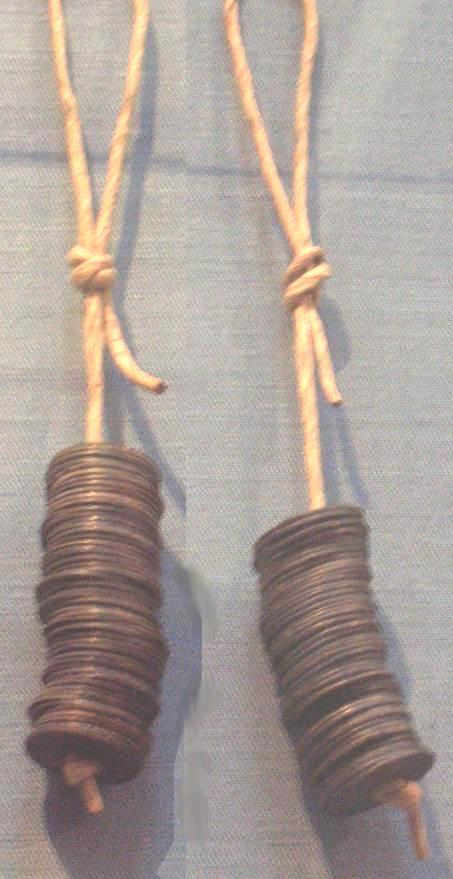
Käsch-Schnüre, Qing-Dynastie (1616–1911)

Das Reich wurde in 36 Kommandanturen und rund 1.000 Landkreise unterteilt, die von Beamten verwaltet wurden. Diese mussten in ihrem Zuständigkeitsbereich sämtliche Ereignisse aufzeichnen. So waren sie beispielsweise verpflichtet, die Regenmenge sowie die Fläche des beregneten Gebietes zu registrieren sowie Stürme, Dürren, Insektenplagen, Überflutungen und andere Naturkatastrophen zu dokumentieren. Die Beamten hatten darauf Acht zu geben, dass im Zeitraum zwischen dem zweiten Frühlingsmonat und dem Ende des Sommers kein Holz in den Wäldern geschlagen wurde, keine Fische vergiftet, keine Dämme errichtet, keine Vogelnester gesammelt und keine Fallen und Netze aufgestellt wurden. Zusätzlich waren sie dafür verantwortlich, dass die vom Kaiser vorgegebene Menge Saatgut auf den Feldern ausgetragen wurde. Man verlangte von ihnen, über all diese Vorkommnisse einen jährlichen Bericht anzufertigen und ihn vor Ablauf des achten Monats in die Hauptstadt zu schicken. Erfolgreichen Beamten bot sich die Möglichkeit, in der 18-stufigen Hierarchie aufzusteigen. Zu den Rängen zählten beispielsweise „Befreit von Zwangsrekrutierung“, „Berater fünften Ranges“ und „Würdenträger ersten Ranges“.
Qin Shihuangdi ordnete die Anlage eines 6.800 Kilometer langen Straßennetzes durch sein Reich an. Besonders beachtlich waren die „Gerade Straße“, die über 800 Kilometer schnurgerade vom Sommerpalast Yunyang in der Nähe der Hauptstadt nach Norden bis tief in die Innere Mongolei führte, und die „chi dao“, welche Zhifu an der Ostküste mit Xianyang verband. Diese Magistralen dienten der Armee als Marschrouten sowie den Kaufleuten und Händlern als wichtigste Verbindungen. Die Tatsache, dass alle Straßen mehr oder minder direkt in die Hauptstadt führten, trug zur raschen Zentralisierung des Reiches bei. Die mittlere Spur einer jeden Straße war dem Kaiser und ausgewählten Angehörigen seiner Familie vorbehalten.
Der Kaiser sah sich, der Fünf-Elemente-Lehre folgend, als dem Wasser gleichend an, weil er das Feuer der Kriege erstickt hatte. Da die dem Wasser zugeordnete Zahl die sechs war, kam dieser bei verschiedensten Regularien große Bedeutung zu. So befahl der Kaiser, dass die eckigen Amtshüte der Minister, Berater, Höflinge und Schreiber in ihrer Höhe sechs Finger messen sollten. Ferner waren die Karren der Bauern sechs Fuß lang; sechs Fuß entsprachen dem standardisierten Längenmaß bu, etwa 1,38 Meter. Entlang jeder Straße des Reiches wurden im Abstand von fünf bu Bäume gepflanzt.
Während der Herrschaft Qin Shihuangdis waren darüber hinaus die Achsbreite der Wagen sowie die Menge an Fett, mit der die einzelnen Räder geschmiert werden durften, festgelegt. Der Kaiser regelte, wie der Haarknoten bei Männern zu sitzen hatte, welche Form der Schnurrbart zu haben hatte und wie die Kleidung seiner Untertanen geschnitten sein durfte. Eine Vereinheitlichung erfolgte auch im Bereich der Gewichte sowie der Längen- und Hohlmaße. Maß ein Beamter mit falschen Gewichten, ahndete man dieses Vergehen mit einer hohen Geldstrafe. Umfassendere Verstöße gegen die Vorschriften wurden mit dem Abhacken einzelner Körperteile oder dem Tod bestraft.
Zu den wichtigsten Reformen Qin Shihuangdis zählte die Vereinheitlichung der unterschiedlichen Währungen. Er führte im Zuge der Reichseinigung im ganzen Reich geltende runde Münzen ein. Diese wiesen in der Mitte ein quadratisches Loch auf, so dass man sie auf eine Schnur ziehen konnte. Anknüpfend an Vorbilder aus Qin und anderen Altstaaten hatten sie bis ins 20. Jahrhundert Bestand. Bereits in der Han-Dynastie wurde aber auf den Münzen nicht mehr das Edelmetallgewicht angegeben, sondern nur noch der Nennwert sowie der Epochennamen des jeweiligen Kaisers.
Anschließend ließ er auf Anraten Li Sis das Schriftsystem nach dem Muster der Schrift von Qin standardisieren. Dadurch fiel etwa ein Viertel aller Schriftzeichen weg; die verbliebenen wurden deutlich einfacher geschrieben. Es gelang dem Kaiser nicht, die lokalen Dialekte abzuschaffen, doch die einheitliche Schrift wurde zu einem Fundament der chinesischen Kultur.

#### Willkürherrschaft und bauliche Großprojekte
Qin Shihuangdi verfolgte bereits als König von Qin eine Politik der gewaltsamen Despotie und des Legalismus, nach der der einzelne Bürger für ihn nichts zählte, sich dem Nutzen für das Reich unterzuordnen hatte und lediglich das Volk als Kollektiv von Bedeutung war.

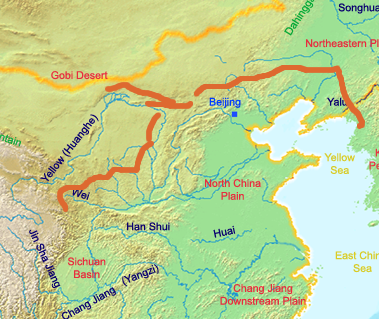
Die Große Mauer zur Zeit des Ersten Kaisers

Schon im ersten Jahr seiner Regierung gab der König ein gewaltige Grabanlage in Auftrag, die etwa 40 Kilometer nördlich von Xi’an erbaut wurde und heute zu den bedeutendsten archäologischen Ausgrabungsstätten in China zählt. Das Mausoleum Qin Shihuangdis wurde hauptsächlich von verurteilten Straftätern errichtet, aber auch Soldaten, die nach dem Ende der kriegerischen Auseinandersetzungen arbeitslos waren, wurden mehrheitlich als Arbeiter auf den Großbaustellen des Reiches eingesetzt. Zum einen befahl der Kaiser eine ihm angemessene Vergrößerung seines Grabbaus, und zum anderen begann um 220 v. Chr. der planmäßige Ausbau der Chinesischen Mauer, die die Nordgrenzen des Reiches gegen marodierende Nomadenstämme absichern sollte. Um zu jeder Zeit über eine ausreichende Anzahl an Arbeitern zu verfügen, erließ der Kaiser ein Gesetz, demzufolge alle männlichen Bauern im Alter zwischen 17 und 60 für einen Monat im Jahr zwangsrekrutiert werden konnten. Bei erhöhtem Bedarf konnte der Zeitraum beliebig verlängert werden. Schon bald wurde ersichtlich, dass selbst mit diesem Dekret nicht genügend Personen zu verpflichten waren. Aus diesem Grunde begannen die Soldaten und Beamten in den einzelnen Regionen des Reiches damit, auch Angehörige anderer Berufsgruppen wegen angeblicher Vergehen und unter fadenscheinigen Argumenten auf die Baustellen zu befehlen. Diese Maßnahmen führten dazu, dass in vielen Landstrichen nur noch Frauen und Kinder lebten und die Wirtschaft bedingt durch den ausbleibenden Handel nahezu zum Erliegen kam.
An der Chinesischen Mauer, die zum Zeitpunkt des Todes Qin Shihuangdis gut 4.100 Kilometer maß, sollen etwa 300.000 Zwangsrekrutierte gearbeitet haben und am Mausoleum Qin Shihuangdis in der Nähe der Hauptstadt mutmaßlich 700.000. Dieses Grabmal besitzt neben dem Bestattungshügel zahlreiche große Gruben mit Grabbeigaben. Zu diesen zählen auch gut 8.000 lebensgroße Terrakottasoldaten, die den Kaiser als schützende Armee in das Leben nach dem Tod begleiten sollten und insofern ein Novum darstellten, als zuvor nur Miniaturarmeen als Grabausstattung dienten. Nach dem Abschluss der Arbeiten wurden die Konstrukteure der Anlage sowie die Arbeiter auf Befehl des Kaisers lebendig begraben, um zu verhindern, dass sie Kenntnisse über den Aufbau der Anlage hätten verraten können.

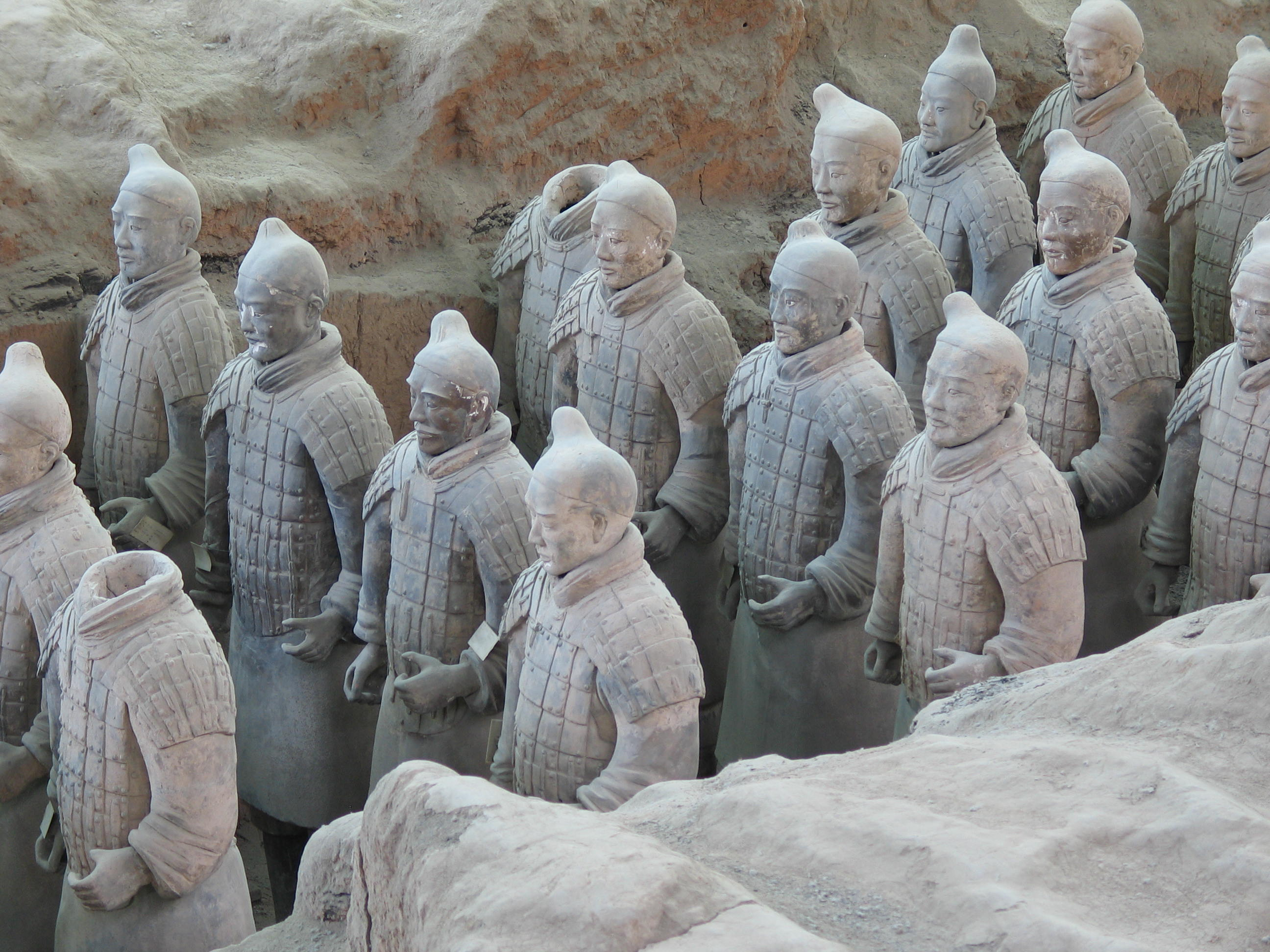
Terrakottaarmee des Ersten Kaisers

Auch in der Hauptstadt Xianyang wurden auf Befehl Qin Shihuangdis zahlreiche große Bauvorhaben realisiert. In der Stadt entstanden binnen zehn Jahren zwischen 220 v. Chr. und 210 v. Chr. etwa 270 Paläste, Parks und Pavillons. Im Jahre 212 v. Chr. begannen die Konstruktionsarbeiten am neuen Kaiserpalast, dem Epang-Palast. Er konnte jedoch neueren Untersuchungen zufolge nicht mehr vor dem Tod Qin Shihuangdis fertiggestellt werden. Lediglich die 675 Meter in der Länge und 112 Meter in der Breite messende Terrasse und die darauf befindliche Haupthalle wurden errichtet.
Das dritte große Kanalprojekt, das unter Qin Shihuangdi verwirklicht wurde und in Verbindung mit der Südexpansion stand, war neben dem Zhengguo-Kanal und dem Dujiangyan-Bewässerungssystem der Lingqu-Kanal. Mit ihm wurde der Xiang (Nebenfluss des Jangtsekiang) und der Li Jiang (Nebenfluss des Westflusses) verbunden. Es wurde damit ein Wasserweg geschaffen, mit dem man Güter ohne Unterbrechung von Nordchina bis in das heutige Guangzhou befördern konnte. Der Kanal wird heute noch befahren und war für ein Land, das keine natürliche Nord-Süd-Wasserstraße hatte, dessen Geographie für die Küstenschifffahrt ungünstig war und Landtransport teuer war, von nicht zu unterschätzender Bedeutung.
213 v. Chr. initiierte der Kaiser die Bücherverbrennung und das Begraben von Gelehrten bei lebendigem Leibe, was sein Kanzler Li Si mit folgenden Worten begründete:
„Diese Gelehrten lernen nicht von der Gegenwart, sondern von der Vergangenheit, und kritisieren damit unsere Zeit und stürzen die Schwarzhaarigen in Verwirrung. Wenn sie hören, dass ein kaiserlicher Befehl ergangen ist, debattieren sie ihn je nach ihrer Lehrmeinung. Bei Hofe kritisieren sie ihn im Herzen; draußen reden sie darüber in den Straßen. Den Herrscher zu diskreditieren ist ein Weg, berühmt zu werden. Sie leiten ihre Schüler darin an, üble Nachrede zu üben. Wenn Dinge wie diese nicht verboten werden, wird die Macht des Herrschers oben geschwächt, und unten bilden sich Parteien. Ich bitte deshalb darum, alle historischen Aufzeichnungen, die nicht aus dem Reiche Qin stammen, zu verbrennen. Außer den Exemplaren, die in der kaiserlichen Hofakademie liegen, sollen alle Lieder, Urkunden und alle Schriften der Hundert Schulen, die irgendjemand im Reich aufzubewahren gewagt hat, zu den Gouverneuren und Kommandanten gebracht und verbrannt werden. Jeder, der es wagt, über die Lieder und die Urkunden zu diskutieren, soll auf dem Marktplatz hingerichtet werden. Diejenigen, die das alte System heranziehen, um das neue zu kritisieren, sollen mitsamt ihren Familien exekutiert werden. Beamte, die von diesen Verbrechen hören oder von ihnen wissen, ohne sie zu verfolgen, sollen genauso bestraft werden wie diese Kriminellen. Dreißig Tage nachdem dieses Dekret ergangen ist, wird jeder, der seine Bücher noch nicht verbrannt hat, mit dem Brandmal im Gesicht und Zwangsarbeit bestraft. Ausgenommen sind nur Bücher über Medizin, Orakelkunde und Landwirtschaft.“
Heutzutage sind noch zahlreiche Schriften aus der Zeit vor der Bücherverbrennung erhalten. Es gibt allerdings keine Rückschlüsse darauf, wie viele Abschriften, bestehend aus aneinander geknüpften Bambus- oder Holzstreifen, zuvor bestanden, sodass sich die Effektivität der Aktion nur schwer ermessen lässt. Sicher ist aber, dass dadurch ein Teil von Chinas historischem, literarischem und philosophischem Wissen für immer verschwand. In Ablehnung der Bücherverbrennung, aber auch aus Unverständnis über die gegen sie vorgebrachten Vorwürfe, protestierten im Anschluss knapp 460 Gelehrte, welche Qin Shihuangdi hinrichten ließ.

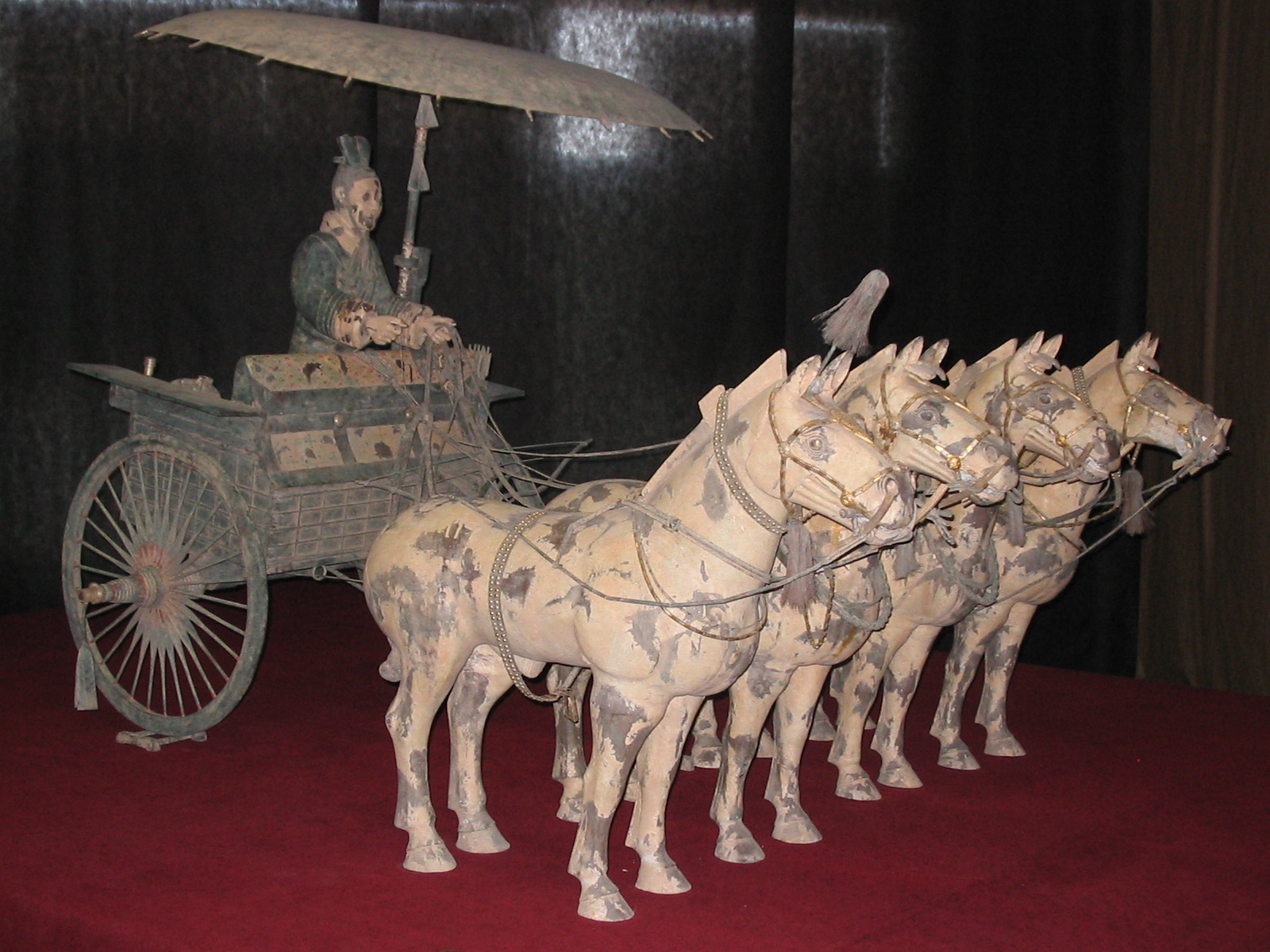
Viergespann, Fund aus dem Grabbezirk des Ersten Kaisers

Der erste Kaiser übernahm die bereits zuvor in Qin bestehenden Regelungen des Legalismus und baute sie weiter aus. Mehrere Dutzend Gesetze regelten das korrekte Verhalten der Bürger und setzen Strafen und Belohnungen fest. Alle „Schwarzhaarigen“ – als solche wurden die Bauern abfällig bezeichnet – wurden in Gruppen zu je fünf Familien eingeteilt. Jeder Einwohner war somit mitverantwortlich für die Taten der anderen und hatte eventuelles Fehlverhalten zu melden. Es galt der Grundsatz:
„Wer einen Schuldigen nicht denunziert, wird in zwei Teile gehackt; derjenige, der einen Schuldigen denunziert, erhält die gleiche Belohnung wie der, der einen Feind in der Schlacht köpft.“
Diese erzwungene Selbstüberwachung, aber auch die permanente Präsenz von Soldaten und Beamten in allen größeren Siedlungen ermöglichte es Qin Shihuangdi, seine Macht noch im kleinsten Dorf auszuüben. Die angewandte Reinform des Legalismus – dieser Richtung in der chinesischen Philosophie aus der Zeit der Streitenden Reiche – wurde nur von der Qin-Dynastie verwirklicht. Die Verachtung von Gelehrsamkeit führte zu umfangreichen Bücherverbrennungen in dieser Zeit. Es wurden kollektive Bestrafungen, wie etwa Hinrichtungen und schwerste Sklavenarbeiten, nicht nur für diejenigen bestimmt, die gegen Gesetze verstießen, sondern auch beispielsweise für nächste Verwandte des zu Bestrafenden. Zusammen mit seiner kurzen Dynastie ging auch seine Form des Legalismus unter, wenngleich diese Gedankenwelt weiterbestand und weiterhin Einfluss ausübte.
Um jegliche Opposition bereits im Keim zu ersticken, ordnete der Kaiser sehr häufig groß angelegte Umsiedlungen an. So wurden beispielsweise nach seinem Sieg 221 v. Chr. über 120.000 Adelsfamilien aus den zerschlagenen Reichen zwangsweise im Nordosten der Hauptstadt Xianyang angesiedelt. Zwei Jahre später siedelte man 30.000 Familien auf die Shandong-Halbinsel um, und 213 v. Chr. wurden zahlreiche „unzuverlässige Beamte“ an die nördlichen und südlichen Reichsgrenzen deportiert. In den letzten drei Jahren seiner Herrschaft befahl er die Umsiedlung von 110.000 weiteren Familien. Diese Maßnahmen hatten jedoch oftmals einen gegenteiligen Effekt: Ab etwa 212 v. Chr. kam es im Reich immer häufiger zu Aufständen. An diesen beteiligten sich nicht nur diejenigen, die von den Umsiedlungen betroffen waren, sondern auch Zwangsarbeiter und Teile der unterdrückten Bevölkerung, die in Revolten versuchten, sich mehr Freiheiten zu erkämpfen.
Von den schätzungsweise 30.000.000 Einwohnern des ersten chinesischen Kaiserreiches starben unter der Herrschaft Qin Shihuangdis weit mehr als 2.000.000 durch Hinrichtung oder in der Zwangsarbeit.

#### Religiosität und Angst vor dem Tod

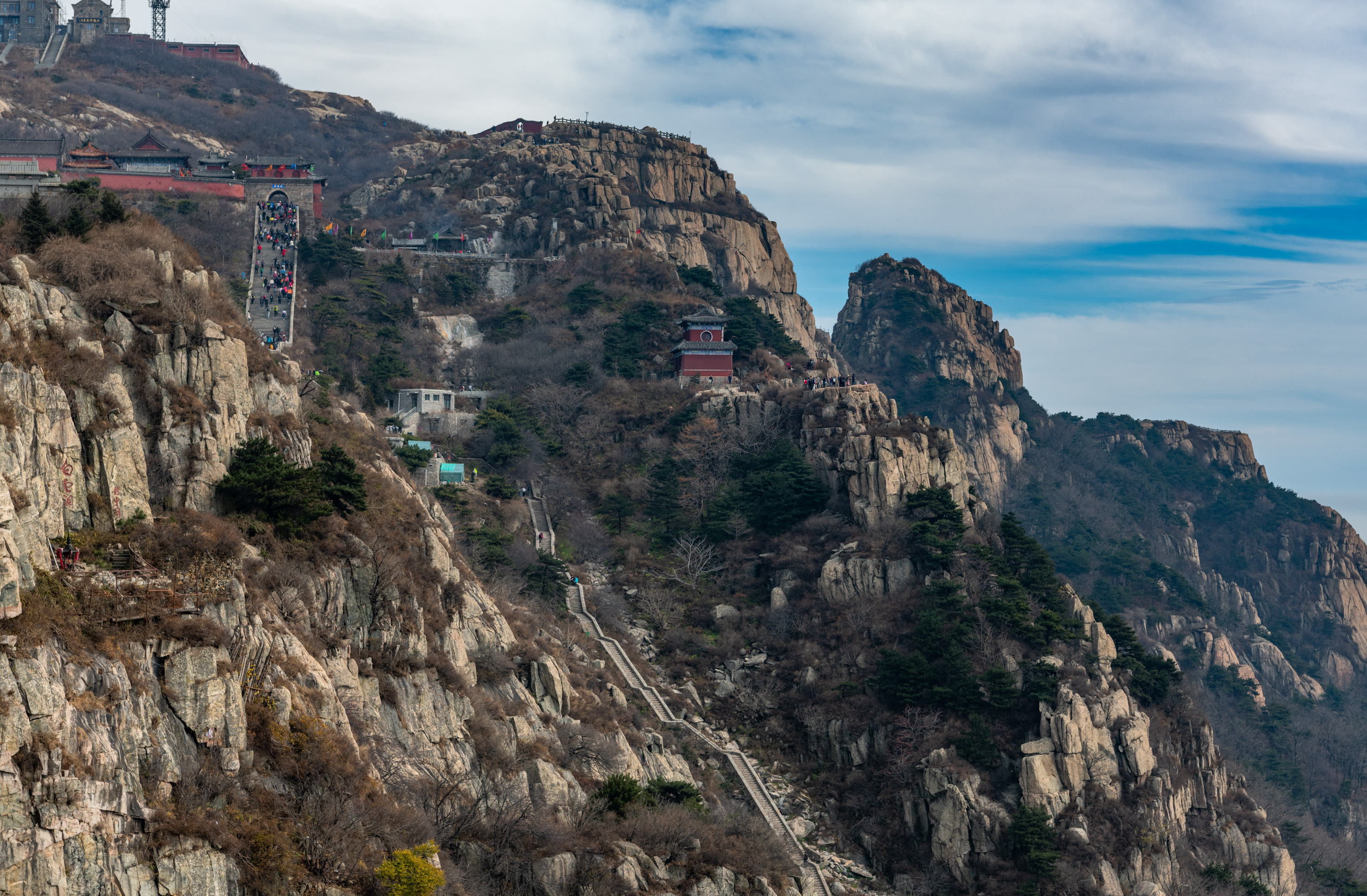
Der Gipfel des heiligen Berges Tai Shan

Qin Shihuangdi war offenbar ein religiöser Mann, der auf das Wirken von Göttern und Geistern vertraute. Ersichtlich wird dies unter anderem dadurch, dass er während seiner Inspektionsreisen die heiligen Berge auf der Shandong-Halbinsel und in deren Umgebung besuchte, die traditionell als jene Orte galten, an denen man dem Himmel und den Göttern am nächsten sein konnte. Auf den Gipfeln ließ er Erdaltäre aufschütten und betete. Überliefert ist beispielsweise, dass der Kaiser auf dem Tai Shan das Feng-Opfer zu Ehren des Himmels und auf dem Liang-fu das Shan-Ritual zu Ehren der Erde zelebrierte. Während des Abstieges vom letztgenannten Berg wurde der kaiserliche Reisezug von einem Sturm überrascht, und Qin Shihuangdi sah sich gezwungen, unter einem Baum Schutz zu suchen. Nachdem das Unwetter abgeklungen war, verlieh er dem Baum den Ehrentitel eines Würdenträgers Fünften Ranges.
Die gescheiterten Attentate schürten in Qin Shihuangdi große Furcht vor dem Tod. Er vertrat die Ansicht, dass auch der Tod besiegbar sei und ihm das Anrecht zukäme,  die Unsterblichkeit zu erlangen. Auf einer seiner Inspektionsreisen hörte der Kaiser im Jahre 219 v. Chr. auf der Halbinsel Shandong zum ersten Mal von den legendären „Inseln der Unsterblichkeit“ (Penglai-Inseln). Umgehend rüstete er eine gut 3.000 Mann starke Schiffsexpedition unter der Leitung des von der Zhifu-Insel stammenden Weisen Xu Fu aus, die ihm das Elixier des Lebens beschaffen sollte. Als Tauschobjekte für die Bewohner wurden Saatgut und Werkzeuge mitgeführt. Die Expedition kehrte nie wieder zurück – vermutlich auch im Wissen, bei einer Rückkehr ohne das Elixier hingerichtet zu werden. Nach einer Legende, die aber als unhistorisch gilt, soll diese Truppe in Japan gelandet sein und das japanische Kaisertum begründet haben.
Der Herrscher hörte nun immer häufiger Schamanen und Alchemisten an und gab Unsummen an Staatsgeldern aus, um ihren Ratschlägen zu folgen. Die so genannten Heiler rieten ihm, von ihnen hergestellte quecksilberhaltige Mittel einzunehmen, um den Tod zu überwinden und unsterblich zu werden. Zur besseren Aufnahme des Quecksilbers durch den Körper vermengten sie ihre Tränke oftmals mit Teig. Die angeblichen Wundermittel beschleunigten jedoch, vermutlich ohne das Wissen oder die Absicht ihrer Zubereiter, den geistigen und körperlichen Verfall des Kaisers. In den Jahren ab 214 v. Chr. zeigten sich die Symptome einer chronischen Quecksilbervergiftung, die heute als Minamata-Krankheit bezeichnet wird; die stetig fortschreitende Schädigung des Nervensystems steigerte Qin Shihuangdis Paranoia ins Maßlose.
Im Jahre 215 v. Chr. stattete der Kaiser eine zweite Expedition zu den Penglai-Inseln aus. Auch diese blieb erfolglos, allerdings kehrten die Teilnehmer fünf Jahre später wieder zurück. Ein Teilnehmer der Gruppe entschuldigte sich für ihr Versagen und begründete den Misserfolg mit einem Riesenfisch, der die Weiterfahrt blockiert hätte. Er bat darum, das nächste Mal Armbrustschützen mitzuschicken, um den Fisch zu erlegen, was der Kaiser bewilligte.
Auch die letzte in den Annalen registrierte Regierungstat Qin Shihuangdis steht in engem Zusammenhang mit seiner Furcht vor bösen Geistern, die ihm nach dem Leben trachten. Es heißt, er habe auf seiner fünften Inspektionsreise einen Traum gehabt, in welchem er mit einem Meeresgott in Menschengestalt gerungen habe. Ein hinzugerufener Gelehrter deutete und interpretierte den Traum dahingehend, dass der Kaiser zwar ausreichend gebetet und geopfert habe, es die bösen Geister aber dennoch weiterhin gebe. Man müsse sie vertreiben, damit sich die guten Geister einfinden können. Auf der Weiterfahrt führte der Kaiser fortan eine Armbrust mit sich, mit der er am Küstenberg Zhifu einen großen Fisch schoss.

#### Tod und Nachfolge

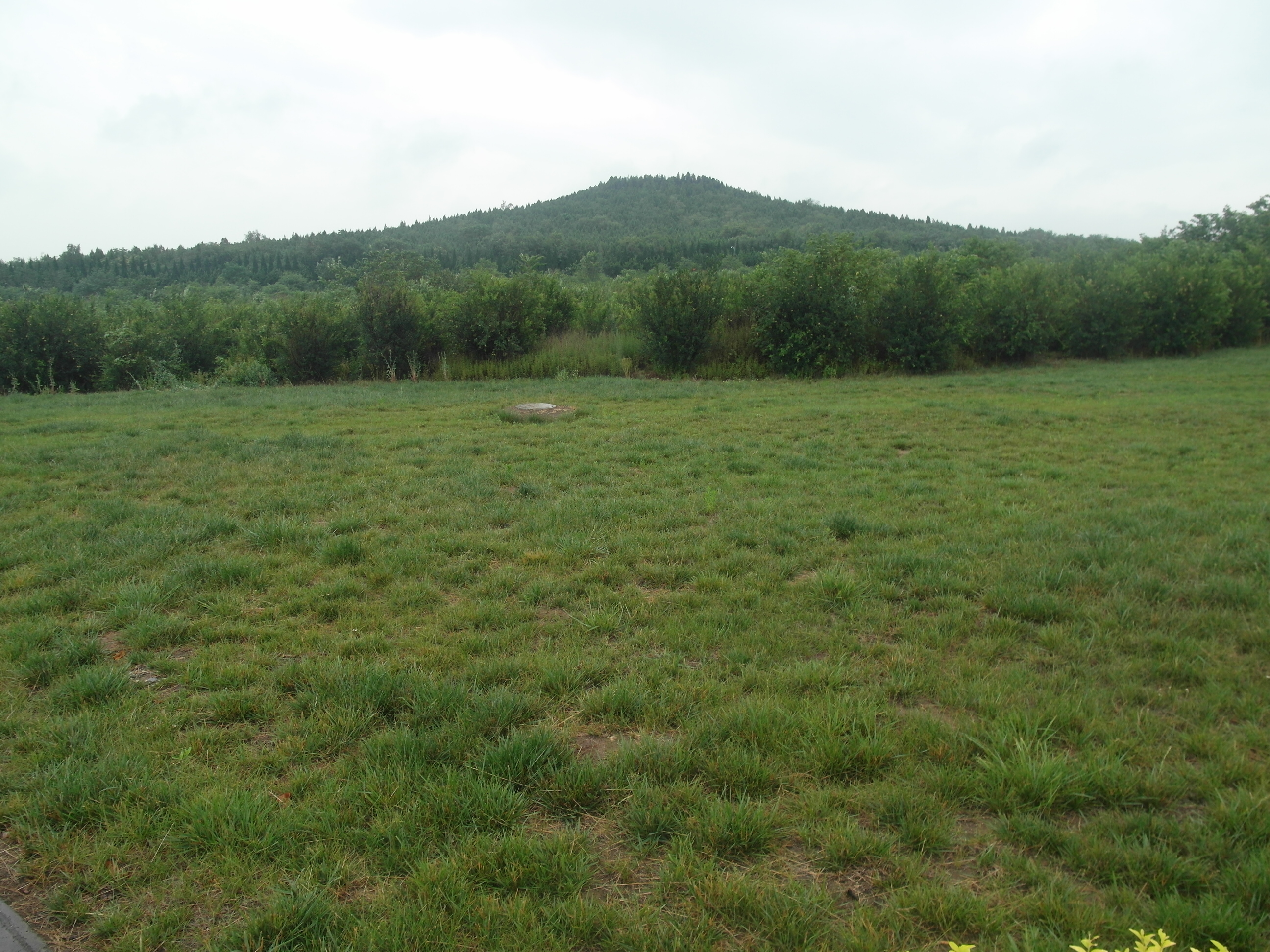
Der Grabhügel des Ersten Kaisers

Qin Shihuangdi verstarb am 10. September des Jahres 210 v. Chr. während seiner fünften Inspektionsreise in der Nähe der Siedlung Shaqiu. Da er zeitlebens große Angst vor dem Tod hatte und zuletzt wohl nicht glauben wollte, dass er sterben würde und könnte, verfasste er nie einen letzten Willen. Im Sterben entsann er sich jedoch seines ältesten Sohnes, Prinz Fusu, den er an die Große Mauer strafversetzt hatte, nachdem dieser gegen die Hinrichtung der gegen die Bücherverbrennung auftretenden Gelehrten protestiert hatte. Mit den Zeilen
„Komm nach Xianyang, um meiner Beerdigung beizuwohnen, und begrab du mich!“
ernannte er ihn zu seinem Nachfolger. Die Nachricht wurde jedoch niemals von Kanzler Li Si an einen Boten ausgehändigt. Stattdessen schickten der Kanzler und der Obereunuch Zhao Gao gefälschte kaiserliche Dekrete an den Kronprinzen und dessen General Meng Tian mit der Aufforderung, wegen angeblicher Vergehen unverzüglich Selbstmord zu begehen, was diese auch taten. Es wird angenommen, dass Li Si die Thronbesteigung Fusus deshalb unterbinden wollte, da dieser auf Anraten des Kanzlers verurteilt worden war. Li Si befürchtete wohl, dass seine machtvolle Position im Staat unter einem Kaiser Fusu geschwächt worden wäre und ihm Repressalien hätten drohen können.
Li Si und Zhao Gao beschlossen, den Tod des Kaisers so lange wie möglich geheim zu halten, da sie befürchteten, eine eventuelle Todesnachricht könnte Aufstände der unterdrückten Bevölkerung sowie der Zwangsarbeiter zur Folge haben. In die kaiserliche Sänfte wurde ein Eunuch gesetzt, der an Stelle des Verstorbenen sprach, und Li Si betrat wie all die Wochen zuvor täglich die verschlossene Sänfte, um über staatliche Angelegenheiten zu sprechen. Diese Täuschung gelang auf Grund des sehr zurückgezogenen Lebens Qin Shihuangdis, der gerne im Verborgenen geblieben war und die Sänfte fast nie verlassen hatte. Nur ein kleiner Personenkreis wurde über die Umstände eingeweiht, unter anderem Huhai, der jüngste Sohn des Kaisers und der einzige von dessen Söhnen, der ihn regelmäßig auf den Reisen begleiten durfte. Li Si und Zhao Gao weihten ihn ein und unterbreiteten ihm ihren Plan, dem gemäß er die Nachfolge seines Vaters antreten sollte. Als die Verwesung der noch immer in der Sänfte befindlichen Leiche einsetzte, ordnete Li Si auf „Befehl des Kaisers“ an, je einen Karren mit getrocknetem und verfaultem Fisch hinter jeder Sänfte herzuziehen. Dadurch gelang es, den Verwesungsgeruch zu überdecken.
Nach etwa zweimonatiger Reise erreichte man die Hauptstadt Xianyang und gab dort den Tod von Qin Shihuangdi bekannt. Der erste Kaiser von China wurde anschließend im Mausoleum beigesetzt. In das Grabmal eingeschlossen wurden auch all jene Konkubinen, die ihm keine Kinder geboren hatten.
Wenig später bestieg Prinz Huhai, der sich fortan Qin Er Shi nannte, als „Zweiter erhabener Gottkaiser von Qin“ den Thron. Das Reich, das sein Vater ihm hinterlassen hatte, war jedoch nicht gefestigt genug, um länger zu bestehen. In allen Teilen des Landes brachen unmittelbar nach der Grablegung Qin Shihuangdis Aufstände und Revolten aus, mit Hilfe derer die Bevölkerung versuchte, sich von der Unterdrückung zu befreien. Dem neuen führungsschwachen Kaiser gelang es nicht, die Lage wieder unter Kontrolle zu bringen, und er wurde zu einer Marionette Zhao Gaos, der zuvor den Machtkampf gegen Li Si gewonnen und diesen hatte hinrichten lassen. Schließlich beging Qin Er Shi nach nur drei Jahren Herrschaft auf Druck des Eunuchen Selbstmord, und sein Neffe Ziying kam als Sān Shì Huángdì an die Macht. Diesem gelang es während seiner gerade einmal 46 Tage dauernden Herrschaft, Zhao Gao zu ermorden. Wenig später musste er das Reich allerdings an den Rebellenführer Xiang Yu abtreten, der den gesamten kaiserlichen Clan der Qin hinrichten ließ und die Hauptstadt Xianyang, samt der kaiserlichen Hofakademie mit all ihren Büchern und Dokumenten, dem Erdboden gleichmachte. Damit endete die Qin-Dynastie im Jahre 206 v. Chr. Die Herrscherlinie, die Qin Shihuangdi zufolge 10.000 Generationen überdauern sollte, zerbrach bereits nach der dritten. Xiang Yu wurde nur wenige Jahre später vom Kriegsherrn Liu Bang geschlagen. Dieser einigte erneut ganz China und ernannte sich bald darauf zum neuen Kaiser und begründete als Han Gaozu die Han-Dynastie, welche die folgenden 400 Jahre über China herrschen sollte.

## Familie
Über die Familie Qin Shihuangdis ist im Shi Ji nicht viel überliefert. Man weiß lediglich, dass er, wie oben erwähnt, der Sohn des Königs Zhuangxiang und einer Konkubine war und noch mehrere Brüder und Halbbrüder besaß. Er selber wurde Vater von etwa zwanzig Söhnen. Die bekanntesten sind der Kronprinz Fusu († 210 v. Chr.) und der jüngste Sohn Prinz Huhai (* 231 v. Chr.; † 207 v. Chr.). Ein vereinfachter Stammbaum Qin Shihuangdis veranschaulicht seine verwandtschaftlichen Verhältnisse:
|   |   |   |   |                          |   |  |  | Xia Ji     | Xia Ji     | Xia Ji     | Xia Ji     | Xia Ji                  | Xia Ji                  |                         |                         | Qin Xiaowen             | Qin Xiaowen             | Qin Xiaowen        | Qin Xiaowen        | Qin Xiaowen        | Qin Xiaowen        |           |           |            |            |            |            |            |            |  |  |            |            |            |            |            |            |
|   |   |   |   |                          |   |  |  | Xia Ji     | Xia Ji     | Xia Ji     | Xia Ji     | Xia Ji                  | Xia Ji                  |                         |                         | Qin Xiaowen             | Qin Xiaowen             | Qin Xiaowen        | Qin Xiaowen        | Qin Xiaowen        | Qin Xiaowen        |           |           |            |            |            |            |            |            |  |  |            |            |            |            |            |            |
|   |   |   |   |                          |   |  |  |            |            |            |            |                         |                         |                         |                         |                         |                         |                    |                    |                    |                    |           |           |            |            |            |            |            |            |  |  |            |            |            |            |            |            |
|   |   |   |   |                          |   |  |  |            |            |            |            | Zichu (Qin Zhuangxiang) | Zichu (Qin Zhuangxiang) | Zichu (Qin Zhuangxiang) | Zichu (Qin Zhuangxiang) | Zichu (Qin Zhuangxiang) | Zichu (Qin Zhuangxiang) |                    |                    | Konkubine          | Konkubine          | Konkubine | Konkubine | Konkubine  | Konkubine  |            |            |            |            |  |  | Lao Ai     | Lao Ai     | Lao Ai     | Lao Ai     | Lao Ai     | Lao Ai     |
|   |   |   |   |                          |   |  |  |            |            |            |            | Zichu (Qin Zhuangxiang) | Zichu (Qin Zhuangxiang) | Zichu (Qin Zhuangxiang) | Zichu (Qin Zhuangxiang) | Zichu (Qin Zhuangxiang) | Zichu (Qin Zhuangxiang) |                    |                    | Konkubine          | Konkubine          | Konkubine | Konkubine | Konkubine  | Konkubine  |            |            |            |            |  |  | Lao Ai     | Lao Ai     | Lao Ai     | Lao Ai     | Lao Ai     | Lao Ai     |
|   |   |   |   |                          |   |  |  |            |            |            |            |                         |                         |                         |                         |                         |                         |                    |                    |                    |                    |           |           |            |            |            |            |            |            |  |  |            |            |            |            |            |            |
|   |   |   |   |                          |   |  |  |            |            |            |            |                         |                         |                         |                         |                         |                         |                    |                    |                    |                    |           |           |            |            |            |            |            |            |  |  |            |            |            |            |            |            |
|   |   |   |   |                          |   |  |  | Konkubinen | Konkubinen | Konkubinen | Konkubinen | Konkubinen              | Konkubinen              |                         |                         | Qin Shihuangdi          | Qin Shihuangdi          | Qin Shihuangdi     | Qin Shihuangdi     | Qin Shihuangdi     | Qin Shihuangdi     |           |           | Halbbruder | Halbbruder | Halbbruder | Halbbruder | Halbbruder | Halbbruder |  |  | Halbbruder | Halbbruder | Halbbruder | Halbbruder | Halbbruder | Halbbruder |
|   |   |   |   |                          |   |  |  | Konkubinen | Konkubinen | Konkubinen | Konkubinen | Konkubinen              | Konkubinen              |                         |                         | Qin Shihuangdi          | Qin Shihuangdi          | Qin Shihuangdi     | Qin Shihuangdi     | Qin Shihuangdi     | Qin Shihuangdi     |           |           | Halbbruder | Halbbruder | Halbbruder | Halbbruder | Halbbruder | Halbbruder |  |  | Halbbruder | Halbbruder | Halbbruder | Halbbruder | Halbbruder | Halbbruder |
|   |   |   |   |                          |   |  |  |            |            |            |            |                         |                         |                         |                         |                         |                         |                    |                    |                    |                    |           |           |            |            |            |            |            |            |  |  |            |            |            |            |            |            |
|   |   |   |   |                          |   |  |  |            |            |            |            |                         |                         |                         |                         |                         |                         |                    |                    |                    |                    |           |           |            |            |            |            |            |            |  |  |            |            |            |            |            |            |
| ? | ? | ? | ? | ?                        | ? |  |  | Fusu       | Fusu       | Fusu       | Fusu       | Fusu                    | Fusu                    |                         |                         | Huhai (Qín Èr Shì)      | Huhai (Qín Èr Shì)      | Huhai (Qín Èr Shì) | Huhai (Qín Èr Shì) | Huhai (Qín Èr Shì) | Huhai (Qín Èr Shì) |           |           |            |            |            |            |            |            |  |  |            |            |            |            |            |            |
| ? | ? | ? | ? | ?                        | ? |  |  | Fusu       | Fusu       | Fusu       | Fusu       | Fusu                    | Fusu                    |                         |                         | Huhai (Qín Èr Shì)      | Huhai (Qín Èr Shì)      | Huhai (Qín Èr Shì) | Huhai (Qín Èr Shì) | Huhai (Qín Èr Shì) | Huhai (Qín Èr Shì) |           |           |            |            |            |            |            |            |  |  |            |            |            |            |            |            |
|   |   |   |   |                          |   |  |  |            |            |            |            |                         |                         |                         |                         |                         |                         |                    |                    |                    |                    |           |           |            |            |            |            |            |            |  |  |            |            |            |            |            |            |
|   |   |   |   | Ziying (Sān Shì Huángdì) |   |  |  |            |            |            |            |                         |                         |                         |                         |                         |                         |                    |                    |                    |                    |           |           |            |            |            |            |            |            |  |  |            |            |            |            |            |            |

## Bewertung im Laufe der Geschichte
„Was war denn so außergewöhnlich an Qin Shihuang? Er hat 460 Gelehrte lebendig begraben; wir haben 46.000 Gelehrte lebendig begraben. Dazu habe ich schon gewissen Demokraten entgegen gehalten: Ihr glaubt, ihr könnt uns beleidigen, wenn ihr uns als Qin Shihuang bezeichnet, aber ihr irrt, wir haben Qin Shihuang hundertfach übertroffen! Ihr bezeichnet uns als Despoten – wir bekennen uns gern zu diesen Eigenschaften, wir bedauern nur, dass ihr derartig hinter der Wahrheit zurück bleibt, dass wir eure Vorwürfe ergänzen müssen!“

Die Regierungszeit Qin Shihuangdis wurde im Nachhinein sehr kritisch betrachtet. Obwohl viele andere – auch europäische – Herrscher, die zum Zweck der Etablierung ihres Imperiums ähnlich handelten wie er und Zehntausende von Menschen opferten, von den nachfolgenden Generationen oftmals glorifiziert wurden, war dies bei ihm nicht der Fall. Die Chronisten der vier Jahre nach dem Tod des ersten Kaisers beginnenden Han-Dynastie beschrieben ihn als rücksichtslosen und despotischen Tyrannen und missbilligten die von ihm initiierte Unterdrückung des Konfuzianismus, der in späteren Jahrhunderten zur tragenden Staatsdoktrin folgender Dynastien wurde. Es war allerdings nicht nur zu jener Zeit üblich, dass neu erstarkte Dynastien die vorherigen negativ darstellten, um die eigene Macht zu legitimieren. Der Staatsmann und Poet Jia Yi (* 201 v. Chr.; † 169 v. Chr.) verfasste mit Die Fehler von Qin eine Abhandlung, in der er Thesen und Argumente für die Schwäche und den raschen Niedergang der Qin-Dynastie aufführte. Unter anderem war ihm zufolge das rücksichtslose Streben nach Macht dafür verantwortlich. In diesem Zusammenhang wies er auf Konfuzius hin, der die Ansicht vertrat, dass die Stärke einer Regierung maßgeblich auf der Unterstützung durch die Bevölkerung und der rechtschaffenen Haltung des Herrschers basiere. Am Ende der Schrift befand sich die Liste der Zehn Verbrechen von Qin, die der Autor aufstellte, um explizit auf bestimmte tyrannische Aktionen Qin Shihuangdis hinzuweisen. Diese Aufzählung wurde zur Standardargumentation konfuzianistischer Historiker, wenn sie den Zerfall des ersten Kaiserreiches begründen oder den Kaiser abwertende Sätze finden wollten. Das Werk Jia Yis wurde oft kopiert und erreichte einen großen Einfluss auf die Politik seiner Zeit, da man es als klassische Illustration der konfuzianistischen Lehre ansah.
In den Jahren der Yuan-Dynastie, die die mongolische Herrschaft über China bezeichnet, zogen viele chinesische Gelehrte Parallelen zwischen dem ersten Großkhan der Mongolen, Dschingis Khan, und Qin Shihuangdi. Sie sahen Ähnlichkeiten in der als brutal und unehrenhaft angesehenen Art der Kriegsführung.
Erst in jüngeren Jahren, während und nach dem Sturz der Qing-Dynastie, war es chinesischen Historikern möglich, die bis dato geltenden Grenzen der Geschichtsschreibung zu erweitern und neue Perspektiven zu gewinnen. Begünstigt wurde dies durch die politische Zurückdrängung des Konfuzianismus, der nach Ansicht der staatlichen Führung der Republik China ein Hemmnis auf Chinas Weg in eine moderne Welt darstellte. Zur Zeit der japanischen Besetzung des Landes während des Zweiten Japanisch-Chinesischen Krieges hob der führende Historiker der Kuomintang, Xiao Yishan, Qin Shihuangdis Rolle bei der Zurückdrängung der Nomaden aus dem Norden hervor und lobte ihn besonders für die Konstruktion der Großen Mauer. Ma Feibai, ein anderer Historiker jener Zeit, veröffentlichte 1941 eine revisionistische Biografie über den ersten Kaiser unter dem Titel Qin Shi Huangdi Zhuan. In diesem Werk bezeichnete er ihn als „einen der größten Helden der chinesischen Geschichte“ und verglich ihn mit Chiang Kai-shek, da er viele Übereinstimmungen in den Karrieren und der Politik der beiden zu entdecken glaubte.
Nach der Machtübernahme der Kommunisten unter Mao Zedong im Jahre 1949 erfolgte eine weitere Neuinterpretation und Neubewertung des ersten Kaisers. Diese verordnete Sichtweise war eine Kombination aus traditionellen und modernen Ansichten, aber in der Grundhaltung kritisch. Anschaulich wurde dies im September 1955 an der herausgegebenen Schrift Komplette Geschichte von China, die einen offiziellen Abriss über die Jahrhunderte darstellte. In dem Werk wurden die wichtigsten Schritte des Kaisers auf dem Weg zu Einheit und Standardisierung beschrieben, die demnach zwar im Interesse der Führungsgruppe und der Kaufleute, nicht aber der Nation oder des Volkes lagen. Der Niedergang der Qin-Dynastie wurde mit marxistischen Theorien begründet: Die Bauernrebellion sei ein Aufstand gegen Unterdrückung gewesen – eine Revolte, die die Dynastie untergraben habe, aber zum Scheitern verurteilt gewesen sei, weil man sich auf Notlösungen mit „Grundherrenklasseelementen“ eingelassen habe.
Ab etwa 1972 änderte sich in der Volksrepublik China die offizielle Sichtweise auf Qin Shihuangdi erneut radikal und es erfolgte eine Neubewertung seiner Dynastie. Den Anfang hierfür legte der Schriftsteller Hong Shidi, der mit Qin Shi Huang eine neue Biografie veröffentlichte. Diese wurde von den staatlichen Druckereien verlegt, da das Buch einer breiten Masse als Pflichtlektüre zugänglich sein sollte. Innerhalb von zwei Jahren wurden 1.850.000 Exemplare verkauft. Die veränderte offizielle Geschichtsschreibung sah Qin Shihuangdi nun als weitsichtigen Herrscher, der die Teilung überwunden, den ersten vereinigten und zentralisierten Staat der chinesischen Geschichte geschaffen und die Vergangenheit verworfen habe. Der erste Kaiser habe keine Skrupel gehabt, gewaltsame Methoden anzuwenden, um eine Konterrevolution zu verhindern. Unglücklicherweise sei er nicht so sorgfältig gewesen, wie er es hätte sein müssen, denn nach seinem Tode wären versteckte Staatsfeinde an die Macht gekommen und hätten diese dazu genutzt, die alte feudale Ordnung wiederherzustellen. Persönliche Attribute des Kaisers, zum Beispiel sein Streben nach Unsterblichkeit, rückten in dieser neuen Auslegung seiner Herrschaft dagegen zumeist in den Hintergrund. Zur Vervollständigung dieser neuen offiziellen Ansicht erschien 1974 ein von Luo Siding verfasster und Über den Klassenkampf in der Periode zwischen Qin und Han betitelter Artikel in der Zeitschrift Hongqi, dem theoretischen Organ des Zentralkomitees der Kommunistischen Partei Chinas. Dort war zu lesen, dass der Grund für den Niedergang der Qin-Dynastie im Mangel an Vollständigkeit und Gründlichkeit in Qin Shihuangdis „Diktatur über die Reaktionäre, sogar bis dem Ausmaße lag, ihnen zu erlauben, sich ihren Weg in Organe der politischen Autorität zu schlängeln und wichtige Posten zu usurpieren“.
Westliche Historiker begannen überwiegend erst im 20. Jahrhundert mit der Aufarbeitung der Herrschaft des ersten chinesischen Kaisers. Sie merkten an, dass dieser durch seine als „megalomanisch“ bezeichneten Bauprojekte die natürlichen Ressourcen seines Reiches überfordert und so den Niedergang seiner eigenen Dynastie selbst herbeigeführt oder zumindest zu ihm beigetragen habe. Darüber hinaus weisen sie darauf hin, dass sich infolge der allgegenwärtigen Staatsbürokratie, die den Handel zurückdrängte, keine Bürgerschicht entwickeln konnte. Dennoch befand ein Forscher, dass das Jahr 221 v. Chr. zurückblickend
„das bei weitem bedeutendste Jahr in der Geschichte Chinas bis zur Revolution im 20. Jahrhundert“
war. Qin Shihuangdis Herrschaft hatte allerdings auch Erfolge zu verzeichnen. So formte der Kaiser eines der flächenmäßig größten und das bevölkerungsreichste Reich seiner Zeit und einige der von ihm eingeführten Regelungen und Reformen hatten, obwohl die Art ihrer Durchsetzung scharf kritisiert wurde, zu Teilen noch bis Anfang des 20. Jahrhunderts Bestand. Noch heute erinnert beispielsweise die administrative Gliederung der Volksrepublik China in Provinzen und Kreise in einigen Landesteilen stark an die Einteilung in Kommandanturen und Landkreise zur Zeit der Qin-Dynastie. Der US-amerikanische Historiker Michael H. Hart nahm Qin Shihuangdi in seine 1978 veröffentlichte Liste The 100 auf, die die seiner Meinung nach 100 einflussreichsten Persönlichkeiten der Menschheitsgeschichte wiedergibt. Der erste chinesische Kaiser wurde auf Rang 17 gelistet.
Der Sinologe Klaus Mühlhahn von der FU Berlin sieht aus geschichtlicher Perspektive einen humanitären Fortschritt, denn anders als in den damaligen Traditionen üblich ließ Qin Shihuangdi sich nicht mit seinem gesamten Hofstaat begraben. Die Terrakotta-Armee war so lebensecht wie möglich, auch die Tiere waren nur Abbilder.

## Qin Shihuangdi in der Fiktion
Qin Shihuangdi hat in wesentlich höherem Maße als irgendein chinesischer Kaiser nach ihm Eingang in die Unterhaltungskultur der modernen Zeit gefunden. War er Wissenschaftlern schon über die Jahrhunderte bekannt, rückte er erst ab den 1970er Jahren auch in das Blickfeld der Allgemeinheit. Dies steht nicht zuletzt in Zusammenhang mit der Terrakottaarmee, die 1974 entdeckt wurde. Da der eigentliche Grabhügel seines Mausoleums nach wie vor unangetastet ist, bietet dieser einen Nährboden für zahlreiche Spekulationen bezüglich seines Inhaltes, die sich in den unterschiedlichen Büchern, Spiel- und Zeichentrickfilmen oder Computerspielen niederschlagen.

### Theater
Von Qin Shihuangdi inspiriert wurden einige Regisseure, die Bühnenstücke für Theater schrieben. So erfolgte im pazifistisch angelegten Werk Die Chinesische Mauer. Eine Farce von Max Frisch, das am 10. Oktober 1946 unter der Regie von Leonard Steckel am Schauspielhaus Zürich seine Premiere feierte, eine durchaus kritische Betrachtung des als Protagonisten auftretenden Kaisers. Während des Koreakrieges entstand das Theaterstück Song of the Yi River, dass auf dem gescheiterten Attentat von Jing Ke basiert. Im Verlauf des Stückes wird Qin Shihuangdi als brutaler Tyrann und Invasor fremder Staaten dargestellt, während Jing Ke als ritterlicher Krieger erscheint. Einer seiner Sätze im Stück lautete:
„Zehntausende von verletzten Menschen sind alle meine Waffenbrüder.“
Qin Shihuangdi ist darüber hinaus die Hauptfigur in Der erste Kaiser, einer Oper des chinesischen Komponisten Tan Dun, die am 21. Dezember 2006 in der Metropolitan Opera in New York City Premiere feierte. Den Kaiser spielte und sang während dieser Uraufführung der Spanier Plácido Domingo.

### Visuelle Medien
Auch in Fernseh- beziehungsweise Kinofilmen war der erste Kaiser bisweilen Mittel- oder Ausgangspunkt der bestimmenden Handlung. So produzierte der in Hongkong ansässige Fernsehsender Asia Television Limited (ATV) während der 1980er Jahre eine 63 Episoden umfassende Drama-Serie unter dem Titel The Rise of the Great Wall – Emperor Qin Shi Huang. Es handelte sich um das bis dato kostenintensivste Projekt des Senders und zeigte in chronologischer Abfolge die Lebensstationen des ersten Kaisers von seiner Geburt bis zum Tod, wobei das Titellied bereits als Zusammenfassung verstanden werden konnte. Es lautete „The land shall be under my foot; nobody shall be equal to me“.
Der Kaiser und sein Attentäter, ein Film von Regisseur Chen Kaige, der 1999 in die Kinos kam, beleuchtete die Identität von Zichu (Zhuangxiang), die vermeintliche Herzlosigkeit des ersten Kaisers gegenüber seinen Bediensteten sowie das Attentat von Jing Ke, das im Film in Zusammenhang mit einer Untreue in der Jugendzeit des Kaisers stand. Der Film überließ dem Zuschauer die Antwort auf die Frage, ob die Motive Qin Shihuangdis verdienstvoll waren oder nicht. Im gleichen Jahr porträtierte Bob Bainborough den Kaiser in der Episode The Not-So-Great Wall Of China der zweiten Staffel der Sendung History Bites des kanadischen Fernsehsenders History Television. Drei Jahre darauf verkörperte Jet Li in Hero einen namenlosen Attentäter, der Qin Shihuangdi nach dem Leben trachtet, aber im Endeffekt von dessen Ideologie überzeugt und zu einem seiner Untertanen wird. Im Jahre 2005 spielte Jackie Chan in dem Film Der Mythos gleich eine Doppelrolle: Einen modernen Archäologen sowie einen General unter dem Kaiser. Die Schauspielerin Kim Hee-sun spielte eine koreanische Prinzessin, die gezwungen worden war, Qin Shihuangdi zu heiraten.
2006 produzierte der Discovery Channel einen Dokumentationsfilm über den Kaiser. In diesem The First Emperor: The Man Who Made China betitelten und auf dem britischen Channel 4 ausgestrahlten Werk spielte James Pax den Protagonisten. Im gleichen Jahr drehte der National Geographic Channel westlich von Shanghai eine ähnlich aufgearbeitete Dokumentation mit dem Titel Secrets of China's First Emperor: Tyrant and Visionary. Im Frühling 2007 lief diese als Sturm über China: Das Geheimnis des Ersten Kaisers im ZDF. Der Regisseur Andreas Gutzeit inszenierte 2008 den zweiteiligen Dokumentarfilm Der erste Kaiser von China.
Ebenfalls 2008 übernahm Jet Li in dem Fantasyfilm Die Mumie: Das Grabmal des Drachenkaisers die Rolle des Qin Shihuangdi, der dort der Bösewicht ist. Anders, als sechs Jahre zuvor im Film Hero, wo Li einen Namenlosen spielte, der ebendiesen Kaiser Qin Shihuangdi töten soll. Wie schon in den vorherigen Filmen der Mumie-Serie, erwecken Archäologen erneut eine Art Mumie – die des „Drachenkaisers“, respektive Qin Shihuangdis – und sind gezwungen, zu verhindern, dass dieser eine unbesiegbare Armee (die zum Leben erweckten Terrakottasoldaten) erschafft, mit der er die gesamte Welt erobern will.
2011 wurde in chinesischer Produktion der Historienfilm White Vengeance realisiert. Der aufwendige Film handelt von zwei Brüdern, die in die politischen und kriegerischen Auseinandersetzungen von Qin Shihuangdi geraten und schließlich hautnah miterleben, bzw. direkt in die Entwicklung involviert sind, wie Qin Shihuangdi zum alleinigen Machthaber Chinas aufsteigt.
Zuletzt wurde Qin Shihuangdi, als junger König, in dem TV-Drama „The King's Woman“ dargestellt. Es ist chinesische Fernsehserie aus dem Jahr 2017 mit den beiden Schauspielern, Dilraba Dilmurat und Vin Zhang. Die Geschichte stammt aus dem Roman Die Legende von Qin: Li Ji Story. Die Serie wurde vom 14. August bis 4. Oktober 2017, jeden Montag bis Mittwoch auf Zhejiang TV ausgestrahlt.

### Computerspiele
Seit Mitte der 1990er Jahre handelten darüber hinaus einige Computerspiele für PC und diverse Spielkonsolen von der Thematik des ersten chinesischen Kaisers. Entweder war er selbst einer der im Hintergrund stehenden Protagonisten oder es war die Aufgabe des Spielers, sich im Reich Qin Shihuangdis zurechtzufinden, es aufzubauen oder Abenteuer zu absolvieren.
Das im Jahre 1995 von SouthPeak Interactive herausgegebene Spiel Qin: Tomb of the Middle Kingdom besitzt als Haupthandlungsstrang eine fiktive archäologische Expedition, deren Ziel es ist, das Grab des ersten Kaisers zu erforschen. Im sechs Jahre später von Kronos Digital Entertainment entwickelten Spiel Fear Effect 2: Retro Helix, dem dem Horrorgenre entstammenden Nachfolger von Fear Effect, ist einer der Szenarioorte das Mausoleum Qin Shihuangdis und im 2002 von Strategy First veröffentlichten Spiel Prince Of Qin schlüpft der Spieler in die Person Fu-sus. Entgegen der tatsächlichen Historie stirbt dieser nicht, sondern muss sich im Spielverlauf sein Geburtsrecht auf die Thronfolge erkämpfen und gleichzeitig nach Gründen für den Tod seines Vaters suchen.
Im gleichen Jahr wurde von Sierra Entertainment Der erste Kaiser – Aufstieg des Reichs der Mitte entwickelt, das die City Building Series abschloss und in dem der Spieler als leitender Architekt des Kaisers fungiert und für ihn eine Hauptstadt, die Große Mauer, ein Mausoleum sowie die Terrakottaarmee erbauen muss. Die Zeitspanne, in der diese Ereignisse tatsächlich stattgefunden haben, wird jedoch nicht eingehalten. Das wenige Monate später auf dem Markt erschienene Spiel Indiana Jones und die Legende der Kaisergruft von LucasArts handelt vom fiktiven amerikanischen Archäologen Dr. Henry Walton Jones, Jr., bekannt unter dem Spitznamen Indiana Jones aus den gleichnamigen Abenteuerfilmen, der in den 1930er Jahren in die Kaisergruft eindringt, um ein wertvolles Artefakt zu retten und dabei in Konflikt mit den Nationalsozialisten und einer chinesischen Triade gerät. Im vierten Teil von Sid Meier’s Civilization, Civilization IV, der 2005 erschien, ist Qin Shihuangdi neben Mao Zedong einer der beiden Herrscher, die man für China auswählen kann. In Civilization VI ist er ebenfalls das Oberhaupt der Chinesischen Fraktion. Auch in dem von NDOORS entwickelten, später von NEXON übernommenen Computerspiel Atlantica Online wird die Gestalt des Qin Shihuangdi rezitiert – dort spielt er eine Schlüsselfigur für eine Instanz, die seinem Mausoleum mit der berühmten Terrakotta-Armee nachempfunden ist und von einer Gilde im Spiel bestritten werden kann. Qin Shihuangdi's Terrakottakrieger bzw. eindeutig von ihnen inspirierte Figuren tauchen als Gegner des Spielers im Rollenspiel Jade Empire und Titan Quest auf.

## Ausstellung
- Qin – Der unsterbliche Kaiser und seine Terrakottakrieger (15. März bis 17. November 2013 im Bernischen Historischen Museum)[14][15]